# Scilla spetana
Scilla spetana là một loài thực vật có hoa trong họ Măng tây. Loài này được Kereszty miêu tả khoa học đầu tiên năm 1986.

## Hình ảnh

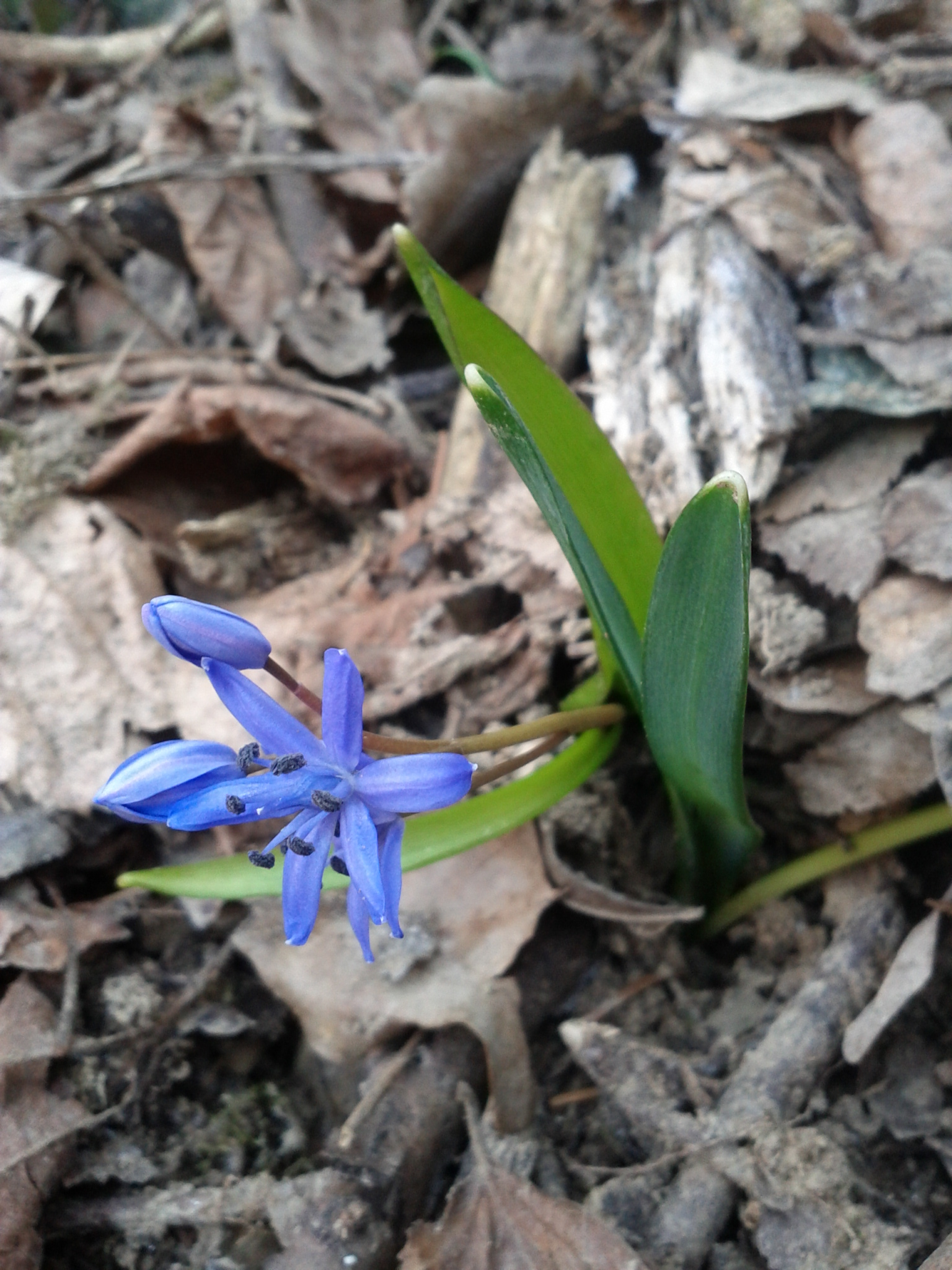
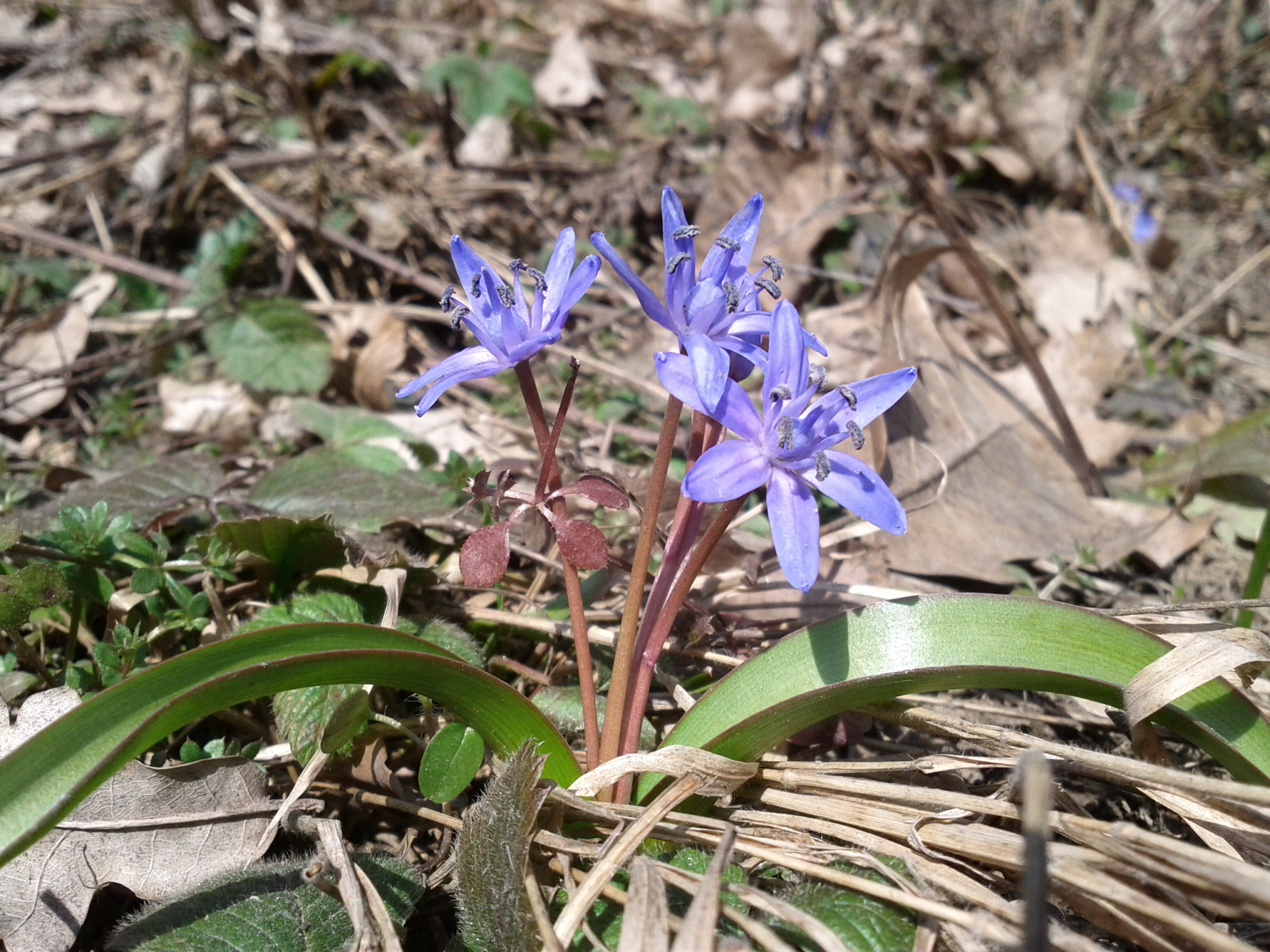
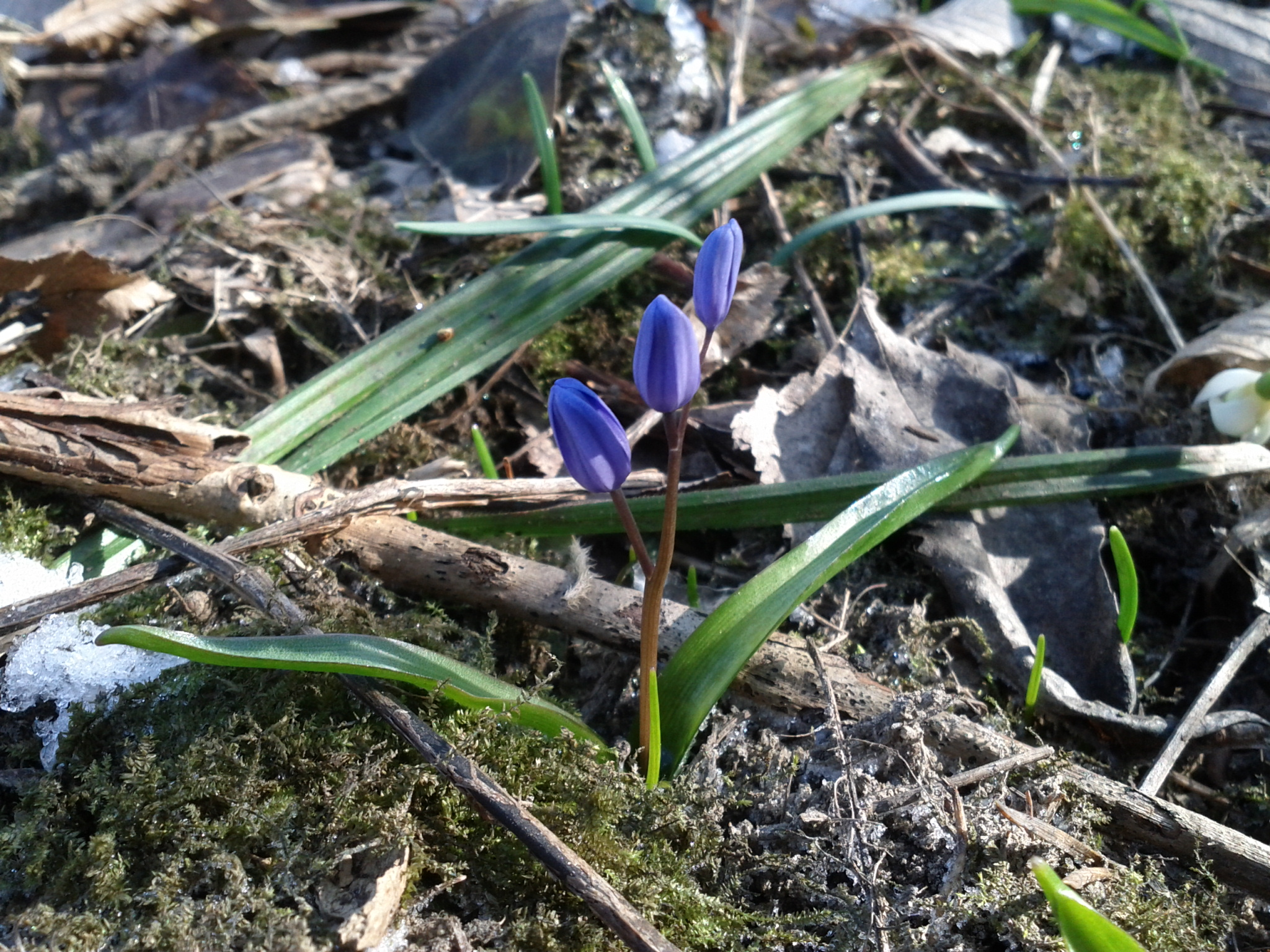
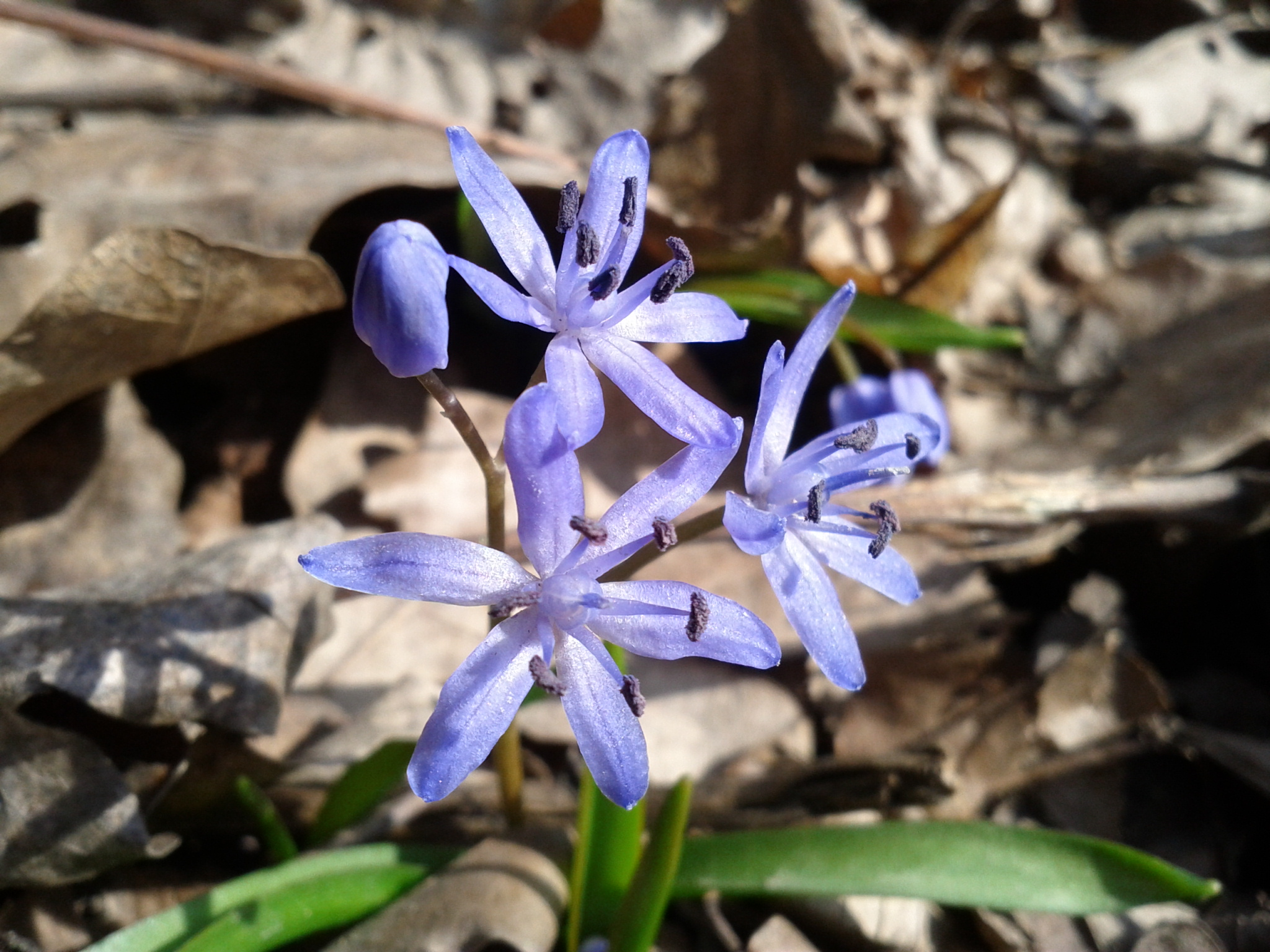